# Banu Azd
I Banū Azd (in Arabo ﺑﻧﻮ أزد) furono un'antica tribù araba della Penisola araba.

## Storia
I Banū Azd facevano parte di una grande confederazione tribale, le cui due principali ramificazioni occupavano l'Asir a ovest e l'Oman a est.
Gli Azd pretendevano di avere un'origine yemenita e di essere quindi qahtanidi).

Vivendo in Yemen, essi subirono i catastrofici danni causati dal progressivo collasso della diga di Ma'rib, che aveva irrigato generosamente i loro terreni produttivi. Quando la diga crollò nel 570, gli Azd dovettero abbandonare i loro fertili territori, ormai destinati a desertificarsi, per dirigersi in luoghi meno problematici sotto il profilo agricolo ed economico.
Si convertirono nel 631 all'Islam, quando Maometto era ancora in vita e parteciparono dal 634 alle grandi conquiste islamiche del Vicino Oriente.

Molti di loro s'insediarono a Baṣra (attuale Iraq) e nel più lontano Khorasan (Persia).
Alcuni clan azditi rimasero invece in Arabia e subirono l'ascesa e il successivo lento declino del Kharigismo di tendenza ibadita. Gli Azd riuscirono comunque a sopravvivere e dal XVIII secolo hanno espresso la famiglia dinastica dell'Āl Bū Saʿīdī.

I sultani di Masqat e di Zanzibar, i cui rappresentanti sono ancora oggi sultani dell'Oman, sono discendenti degli Azd.